# Tachys mordax
Tachys mordax är en skalbaggsart som beskrevs av Leconte 1851. Tachys mordax ingår i släktet Tachys och familjen jordlöpare. Inga underarter finns listade i Catalogue of Life.